# Gare de Teruel
La gare de Teruel est une gare ferroviaire espagnole de la ligne de Sagunt à la bifurcation de Teruel (es) (610) située sur le territoire de la commune de Teruel, dans la comarque de la Comunidad de Teruel, dans la province de Teruel, en Aragon.
Elle est mise en service en 1901 par Compañía del Ferrocarril Central de Aragón (es).  C'est une gare d'Administrador de infraestructuras ferroviarias (ADIF), desservit par des trains Media Distancia et Regional de Renfe Operadora.

## Situation ferroviaire
Établie à 875,70 mètres d'altitude, la gare de Teruel est située au point kilométrique (PK) 132,165 de la ligne de Sagunt à la bifurcation de Teruel, entre les gares de Cella (es) et de Puerto Escandón (es).

## Histoire
La gare est entrée en service le 1er juillet 1901, lors de l'ouverture du tronçon entre Calatayud et Puerto Escandón de la ligne devant relier Calatayud à Valence. Les travaux furent réalisés par la Compañía del Ferrocarril Central de Aragón. 
En 1941, avec la nationalisation du réseau ferroviaire à écartement ibérique, la gare a été intégrée au réseau de RENFE. 
En 1985, la liaison avec Calatayud et Daroca est interrompue, à la suite de la fermeture du tronçon entre Calatayud et Caminreal. À cela s’est ajoutée la suppression, en 1992, du service Estrella Sol de Levante reliant Valence à Bilbao, puis en 1996, de toute la circulation nocturne, ce qui a entraîné la disparition des services longue distance dans cette gare.
Entre 1991 et 1992, plusieurs travaux ont été réalisés pour moderniser la gare. 
Depuis janvier 2005, avec la disparition de l’ancienne RENFE, ADIF est devenu le propriétaire des installations.
De janvier à octobre 2025, la ligne est fermée pour qu'ADIF puisse réaliser des travaux d'élargissement des tunnels et d'électrification de la ligne sur le tronçon entre Saragosse et Teruel.

### La gare
Le bâtiment voyageurs est très bien conservé, il est de plan rectangulaire et à deux étages, avec un toit en croupe couvrant la structure. Le matériau principal est la brique. Le style de l’ensemble est très sobre, avec des ouvertures rectangulaires et aucun élément décoratif notable.
Les installations comprennent également des entrepôts, des hangars, deux dépôts et divers bâtiments annexes. La gare permet le passage de trains de marchandises de plus de 750 mètres.

## Fréquentation
En 2018, la fréquentation annuelle de la gare s'élevait à 49 627 voyageurs.

## Service des voyageurs

### Accueil
La gare dispose d'un bâtiment voyageurs avec guichets, ainsi que d'automates pour l'achat de titres de transport ; d'une salle d'attente. Un bar y est également installé.
La gare dispose de deux quais, un quai latéral couvert, desservi par la voie 1 (principale) et la voie 4 (en impasse et non couverte) et un quai central couvert en deux sections, desservant les voies d’évitement 3 et 5.
Les deux quais sont reliés par un passage souterrain avec escaliers et ascenseur.

### Desserte
Elle est desservie par des trains Media Distancia et Regional à destination  de Sarragosse-Miraflores, Huesca, Valence-Nord, Cartagène et Murcia del Carmen. 
En novembre 2024, un service Alvia devait commencer à relier Teruel, Saragosse et Madrid, en passant par la LGV Madrid - Figueres, via un changeur d’écartement à Saragosse-Delicias, mais en raison des travaux, sa mise en service est reportée sine die. 

### Intermodalité
Il y a un arrêt de taxi devant la gare.